# اللجنة الوطنية للسلامة العامة (اليابان)
اللجنة الوطنية للسلامة العامة اليابانية (国家公安委員会 Kokka Kōan Iinkai) هي لجنة تابعة لمكتب مجلس الوزراء الياباني. يقع مقرها الرئيسي في المبنى الثاني لمكتب الحكومة المركزية المشتركة في 2-1-2 كاسوميجاسيكي في كاسوميجاسيكي ، تشيودا ، طوكيو .
وتتكون اللجنة من رئيس بدرجة وزير دولة وخمسة أعضاء آخرين يعينهم رئيس الوزراء بموافقة مجلسي البرلمان الياباني . وتعمل الهيئة بشكل مستقل عن مجلس الوزراء الياباني ، لكنها تنسق معها من خلال وزير الدولة.
وتتمثل وظيفة اللجنة في ضمان حياد نظام الشرطة من خلال عزل القوة عن الضغوط السياسية وضمان الحفاظ على الأساليب الديمقراطية في إدارة الشرطة. وهي تدير وكالة الشرطة الوطنية ، ولها سلطة تعيين أو إقالة كبار ضباط الشرطة.